# Fachkraft für Arbeitssicherheit
Die Fachkraft für Arbeitssicherheit  (kurz Sifa) ist eine spezifisch ausgebildete Person, die zusammen mit einem Betriebsarzt (Arbeitsmediziner) Unternehmen oder Behörden mit Beschäftigten bei Aufgaben unterstützt, die sich aus der Umsetzung der EG-Rahmenrichtlinie 89/391/EWG ergeben. Die Abkürzung in Deutschland lautet Sifa. Je nach Berufsgenossenschaft und Gewerbe gibt es wegen der begrifflichen Überschneidung mit den Aufsichtspersonen des Bewachungsgewerbes (§34a Gewerbeordnung) und der Sicherheitsfachkraft für Informationsschutz und Unternehmenssicherheit Verwechslungen, jedoch ist die Abkürzung FASi fehlerhaft, da die Abkürzung Sifa für die Fachkraft für Arbeitssicherheit klar definiert ist. Die Abkürzung FAS kommt aus der Bundeswehrausbildung.
Durch die Internationalisierung wird die Stabstelle bzw. die Abteilung Arbeitssicherheit heutzutage häufig auch als HSE, EHS oder SHE und die Sifa demnach als HSE/EHS/SHE Manager bezeichnet. Die Akronyme bilden sich aus den englischen Begriffen Health, Safety und Environment.
Zentrale Aufgabe der Sifa ist es, den Unternehmer bzw. Arbeitgeber auf dem Gebiet der Arbeitssicherheit – genauer: „Arbeitssicherheit und Gesundheitsschutz und menschengerechte Arbeitsgestaltung“ zu beraten und zu unterstützen.

## Deutschland
In Deutschland wird die EG-Rahmenrichtlinie vor allem mit dem Arbeitsschutzgesetz (ArbSchG), dem Arbeitssicherheitsgesetz (ASiG) sowie dem Siebten Buch des Sozialgesetzbuches (SGB VII) umgesetzt. Die Umsetzung der sicherheitstechnischen und betriebsärztlichen Betreuung wird durch das Arbeitssicherheitsgesetz (ASiG) geregelt und in der DGUV Vorschrift 2 bzw. der VSG 1.2 konkretisiert.
Die Sifa sollte weder mit dem Sicherheitsbeauftragten noch mit dem „Sicherheitsverantwortlichen“ (Übertragung der Unternehmerpflichten; Weisungsbefugnis, ein zentraler Baustein der „Verantwortung“ liegt bei der Sifa in der Regel nicht vor) verwechselt werden. Früher wurde die Fachkraft für Arbeitssicherheit zudem mit „Fasi“ abgekürzt. Diese Abkürzung ist allerdings nicht mehr zeitgemäß, da die Abkürzung Fasi heute der Fachvereinigung für Arbeitssicherheit zugewiesen wird. Die Ausbildung zur Fachkraft für Arbeitssicherheit wird in Deutschland überwiegend von den Berufsgenossenschaften (BGen) durchgeführt. Die aktuelle Ausbildungsform ist die Sifa Ausbildung 3.0. Die Ausbildung gliedert sich auf in 6 Lernfelder, wovon Lernfeld 1–5 nun auch von privatwirtschaftlichen Unternehmen angeboten werden.
Sie erfolgt bei dem auslaufenden Modell bei der BG berufsbegleitend und verursacht neben dem fortzuzahlenden Lohn keine direkten Kosten, da sie über die Pflichtbeiträge aller der BG zugehörigen Unternehmen finanziert wird. Die Ausbildung umfasst in der Regel sechs Präsenzphasen (jeweils eine Woche in einem Bildungszentrum der BG), zwei bzw. drei Selbstlernphasen mit Lehrmaterial auf CD-ROM oder USB-Stick und eine Praxisarbeit, die in der fünften Präsenzphase vorgestellt werden muss. Die einzelnen Abschnitte werden durch schriftliche Prüfungen abgeschlossen.
Der weiterentwickelte Ausbildungslehrgang zur Fachkraft für Arbeitssicherheit hat begonnen und erstreckt sich über 5 Lernfelder zzgl. eines branchenspezifischen Lernfeldes 6.
Je nach vorheriger bestandener beruflicher Qualifizierung kann sich eine Fachkraft für Arbeitssicherheit Sicherheitsmeister (Meisterausbildung), Sicherheitstechniker (Abschluss als Techniker) oder Sicherheitsingenieur (Abschluss eines Ingenieurstudiums) nennen, die bei der Ausbildung zur Sifa erworbenen Kenntnisse unterscheiden sich jedoch bei allen drei Bezeichnungen nicht. Mit Ausnahmegenehmigung der BG kann auch mit gleichwertiger Ausbildung und entsprechender Berufserfahrung der Lehrgang zur Sifa absolviert werden; über die Zulassung, ob die Person letztlich als Sifa tätig werden darf, entscheidet nach § 7 Abs. 2 ASiG die zuständige Behörde (bspw. Gewerbeaufsichtsamt, Amt für Arbeitsschutz).

### Stellung im Unternehmen
Die Fachkraft für Arbeitssicherheit muss vom Arbeitgeber gemäß § 5 ASiG schriftlich unter Mitbestimmung des Betriebs- bzw. Personalrats bestellt werden.
Die Sifa untersteht unmittelbar dem Leiter des Betriebs (vg. § 8 Abs. 2 ASiG). Leiter des Betriebs ist in der Regel der Unternehmer, ein bestimmtes Mitglied der Geschäftsführung oder der Oberbürgermeister (nicht zu verwechseln mit dem Betriebsleiter). Alle Versuche, die Sifa nicht der obersten Leitung, sondern z. B. einem Abteilungsleiter zu unterstellen, hatten vor Gerichten keinen Bestand. Die Sifa nimmt damit im Organigramm eine Stabsfunktion der Geschäftsleitung ein und berichtet dieser direkt.
Die Sifa hat keine Weisungsbefugnis. Sie hat eine reine Beratungs- und Unterstützungsfunktion. Sie hat auch keine Führungsaufgaben (Ausnahme: eine leitende Sifa hat gegenüber ihr unterstellten Sifas Führungsaufgaben).
Die Sifa ist fachlich weisungsfrei (vgl. § 8 Abs. 1 ASiG). Das bedeutet, dass ihr keine Person im Unternehmen Anweisungen zur Ausübung der Tätigkeit geben darf. Die Sifa ist im Umkehrschluss für ihre fachlich richtige Beratung verantwortlich und muss ihre Aufgabenwahrnehmung selbstständig organisieren.
Dabei kann es sich um einen Mitarbeiter des Unternehmens oder um einen externen Berater handeln (externe sicherheitstechnische Betreuung).
In der Praxis ist es häufig so, dass die Sifa den Aufgabenkomplex Arbeitssicherheit, Gesundheits- und Umweltschutz gemeinsam betreut. Bei der Koordination des Betrieblichen Gesundheitsschutzes arbeitet sie eng mit dem Betriebsarzt zusammen.
In größeren Firmen ist es üblich, dass die leitende Fachkraft für Arbeitssicherheit z. B. durch Umweltschutzbeauftragte oder Gefahrgutbeauftragte unterstützt wird.

### Betreuungsformen
Für die sicherheitsfachliche Betreuung gibt es verschiedene Möglichkeiten:
- Betreuung durch einen angestellten Beschäftigten
- Betreuung durch eine freiberufliche Sifa
- Betreuung durch einen überbetrieblichen Dienst

### Sonderregelungen für Kleinbetriebe
Für kleine Unternehmen bestehen Sonderregelungen entsprechend den Regelungen der DGUV Vorschrift 2, Anlage 3 des jeweiligen Unfallversicherungsträgers, zu dem das kleine Unternehmen gehört. Danach kann der Unternehmer mit einer begrenzten Zahl von Beschäftigten nach einer Motivations- und Informationsschulung die sicherheitsfachliche Betreuung durch eine externe Sifa auf selbstermittelte Bedarfsfälle beschränken.

### Aufgaben
In § 6 ASiG sind die Aufgaben definiert:
Die Fachkräfte für Arbeitssicherheit haben die Aufgabe, den Arbeitgeber bei der Arbeitssicherheit, dem Gesundheitsschutz, der Unfallverhütung und in allen Fragen der menschengerechten Gestaltung der Arbeit zu unterstützen.

Sie haben insbesondere
- den Arbeitgeber und die sonst für den Arbeitsschutz und die Unfallverhütung verantwortlichen Personen zu beraten, insbesondere bei

- der Auswahl und Erprobung von Körperschutzmitteln (Persönliche Schutzausrüstung),
- der Beschaffung von technischen Arbeitsmitteln und der Einführung von Arbeitsverfahren und Arbeitsstoffen,

- die Betriebsanlagen und die technischen Arbeitsmittel insbesondere vor der Inbetriebnahme und Arbeitsverfahren insbesondere vor ihrer Einführung sicherheitstechnisch zu überprüfen,

- der Beurteilung der Arbeitsbedingungen,

- die Durchführung der Arbeitssicherheit und der Unfallverhütung zu beobachten und im Zusammenhang damit

- die Arbeitsstätten in regelmäßigen Abständen zu begehen und festgestellte Mängel dem Arbeitgeber oder der sonst für den Arbeitsschutz und die Unfallverhütung verantwortlichen Person mitzuteilen, Maßnahmen zur Beseitigung dieser Mängel vorzuschlagen und auf deren Durchführung hinzuwirken,
- auf die Benutzung der Körperschutzmittel zu achten,
- der Gestaltung der Arbeitsplätze, des Arbeitsablaufs, der Arbeitsumgebung und in sonstigen Fragen der Ergonomie,
- der Planung, Ausführung und Unterhaltung von Betriebsanlagen und von sozialen und sanitären Einrichtungen,
- Ursachen von Arbeitsunfällen zu untersuchen, die Untersuchungsergebnisse zu erfassen und auszuwerten und dem Arbeitgeber Maßnahmen zur Verhütung dieser Arbeitsunfälle vorzuschlagen,
- darauf hinzuwirken, dass sich alle im Betrieb Beschäftigten den Anforderungen des Arbeitsschutzes und der Unfallverhütung entsprechend verhalten, insbesondere sie über die Unfall- und Gesundheitsgefahren, denen sie bei der Arbeit ausgesetzt sind, sowie über die Einrichtungen und Maßnahmen zur Abwendung dieser Gefahren zu belehren und bei der Schulung der Sicherheitsbeauftragten mitzuwirken.

### Tätigkeit

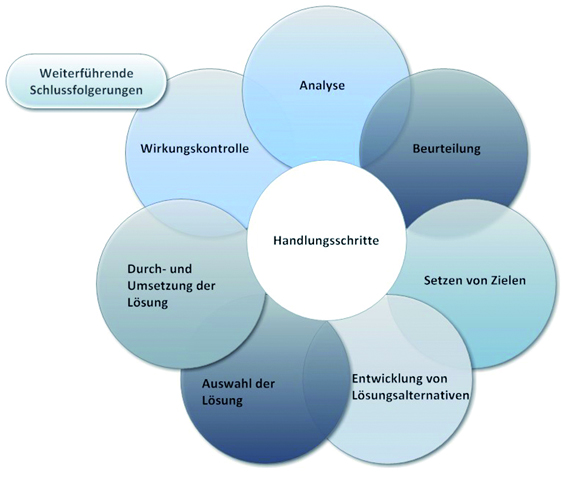
Die Handlungsschritte der Fachkraft für Arbeitssicherheit im Handlungskreislauf.

In der Berufsgenossenschaftlichen Information BGI 838 Inhalt und Ablauf der Ausbildung zur Fachkraft für Arbeitssicherheit sind die Tätigkeiten in einem PDCA (Plan-Do-Check-Act)-Prinzip umrissen:
1. Analyse des Arbeitssystems
2. Beurteilung der in der Analyse festgestellten Gefährdungen
3. Setzen von (Schutz-)Zielen
4. Entwicklung von Lösungsalternativen (Maßnahmenhierarchie)
5. Vorschläge zu geeigneten Lösungen (Entscheidung liegt bei der Geschäftsführung)
6. Durch- und Umsetzung der Lösung (in der Regel nur veranlassen und überwachen)
7. Kontrolle der Wirksamkeit der Lösung

Durch weiterführende Schlussfolgerungen oder einer erneuten Analyse entsteht ein Kreislauf.
Hier erfolgt die Veränderung zum Prozessgedanken: Beurteilung der Arbeitsbedingungen in folgenden neun Schritten, welche einer Dokumentation bedürfen.
1. Erfassen und Abgrenzen des Arbeitssystems
2. Ermitteln der Einwirkungen (Gefährdung, Belastung, Ressourcen)
3. Beurteilung der Einwirkungen (Gefährdung, Belastung, Ressourcen)
4. Setzen von Arbeitsschutzzielen
5. Setzen von Gestaltungszielen
6. Entwickeln von Gestaltungsalternativen
7. Umsetzung der Gestaltungslösung
8. Überprüfung der Wirksamkeit der Gestaltungslösung

Abweichend davon wird in der aktuellen Ausbildung zur Fachkraft für Arbeitssicherheit (Deutsche Gesetzliche Unfallversicherung) der Bereich weiterführende Schlussfolgerungen nicht als Teil des Kreislaufes verstanden, da der Kreislauf im Zuge des Kontinuierlichen Verbesserungsprozess (KVP; siehe auch Qualitätsmanagement nach ISO 9001, Umweltmanagement nach EMAS oder ISO 14001 bzw. Arbeitsschutzmanagement nach ISO 45001) auch ohne Handlungsanlass ständig durchlaufen werden soll und die weiterführenden Schlussfolgerungen für gewöhnlich nicht das Arbeitssystem, sondern das Managementsystem betreffen (z. B. übergeordnete organisatorische Maßnahmen, Integriertes Managementsystem (IMS)).

### Besonderheiten
- Seit der letzten Novellierung der Berufsgenossenschaftlichen Vorschriften wird den Unternehmen mehr Entscheidungsspielraum eingeräumt. Die Unternehmer sind verpflichtet, anhand einer Gefährdungsbeurteilung ihre Entscheidungen nachvollziehbar zu gestalten und zu dokumentieren. In der Regel wird erst nach einem negativen Ereignis (Unfall) von der Berufsgenossenschaft (bzw. der Staatsanwaltschaft) überprüft, ob die Maßnahmen ausreichend sind; z. B. muss ein Kleinunternehmer eine Beratung nachweisen, bei der die Einsatzzeiten für die Fachkraft für Arbeitssicherheit festgelegt werden. Dabei kann sich ergeben, dass ein kleines Büro (weniger als 20 Mitarbeiter) mit einer Beratungsleistung von 8 Stunden alle 3 Jahre auskommt, während ein Chemiebetrieb mit der gleichen Mitarbeiterzahl 8 Stunden monatlich benötigt.
- Die Einsatzzeit der Fachkraft für Arbeitssicherheit ist abhängig von der Anzahl der Mitarbeiter und deren Gefährdungen (Gefährdungsklassen). Sie ergibt sich gemäß der DGUV-Vorschrift 2 Anlage 2 zu §2 Abs. 3, in der Unternehmen je nach regelmäßig vorliegenden betriebsspezifischen Unfall- und Gesundheitsgefahren und Erfordernissen zur menschengerechten Arbeitsgestaltung in 3 Gruppen eingeteilt werden.[7] aus einer Grundbetreuung, deren Zeiten in einer Liste vorgegeben sind und einer betriebsspezifischen Betreuung, deren zeitlicher Aufwand mit Hilfe einer Gefährdungsbeurteilung ermittelt wird sowie der prozentualen Aufteilung der Grundbetreuungszeit zwischen Sifa und Betriebsarzt. Dafür hat jede Berufsgenossenschaft eine eigene Einteilung, die DGUV stellt dafür eine vollständige Liste der Zuordnung der Betriebsarten zu den Betreuungsgruppen mit Angaben aller Unfallversicherungsträger zur Verfügung.[8]
- Wie schon aus den Aufgaben und der Position hervorgeht, hat sie keine Linienverantwortung und keine Weisungsbefugnis gegenüber anderen Mitarbeitern des Unternehmens. Daraus erwächst eine auf die Richtigkeit der Beratung beschränkte Haftung. Die Verantwortung für die Umsetzung des Arbeitsschutzes selbst bleibt i. A. beim Unternehmer, der sie wiederum delegieren kann (Übertragung von Unternehmerpflichten).

## Sicherheitsfachkraft in Österreich
Die Fachkraft für Arbeitssicherheit heißt dort Sicherheitsfachkraft und wird in Österreich durch das ArbeitnehmerInnenschutzgesetz (ASchG) vorgeschrieben. Die Bezeichnung lautet Sicherheitsfachkraft (kurz SFK) gem. der SFK-VO. Die Ausbildung hierzu muss im Minimum 288 Stunden betragen.

### Aufgaben
Im ASchG sind die Aufgaben im § 76 festgehalten:
Sicherheitsfachkräfte haben die Aufgabe, die Arbeitgeber, die Arbeitnehmer, die Sicherheitsvertrauenspersonen und die Belegschaftsorgane auf dem Gebiet der Arbeitssicherheit und der menschengerechten Arbeitsgestaltung zu beraten und die Arbeitgeber bei der Erfüllung ihrer Pflichten auf diesen Gebieten zu unterstützen.
Arbeitgeber haben die Sicherheitsfachkräfte und erforderlichenfalls weitere geeignete Fachleute hinzuzuziehen:
1. in arbeitsphysiologischen, arbeitspsychologischen und sonstigen ergonomischen sowie arbeitshygienischen Fragen, insbesondere der Gestaltung der Arbeitsplätze und des Arbeitsablaufes,
2. bei der Beschaffung oder Änderung von Arbeitsmitteln,
3. bei der Einführung oder Änderung von Arbeitsverfahren und bei der Einführung von Arbeitsstoffen,
4. bei der Ermittlung und Beurteilung der Gefahren,
5. bei der Erprobung und Auswahl von persönlichen Schutzausrüstungen,
6. bei der Festlegung von Maßnahmen zur Gefahrenverhütung,
7. in allen Fragen der Arbeitssicherheit einschließlich der Unfallverhütung,
8. bei der Organisation des Brandschutzes und von Maßnahmen zur Evakuierung,
9. bei der Organisation der Unterweisung und bei der Erstellung von Betriebsanweisungen
10. bei der Planung von Arbeitsstätten und
11. bei Verwaltungsverfahren im Sinne des 8. Abschnittes.

### Tätigkeit
Im § 77. des ASchGs werden die Tätigkeiten aufgezählt:
1. die Beratung der Arbeitnehmer, der Sicherheitsvertrauenspersonen und der Belegschaftsorgane in Angelegenheiten der Arbeitssicherheit und der menschengerechten Arbeitsgestaltung,
2. die Beratung und Unterstützung des Arbeitgebers in Angelegenheiten gemäß § 76 Abs. 3,
3. die Besichtigung der Arbeitsstätten, Baustellen und auswärtigen Arbeitsstellen sowie die Teilnahme an Besichtigungen durch das Arbeitsinspektorat,
4. die Dokumentation der Tätigkeit und der Ergebnisse von Untersuchungen sowie die Erstellung von Berichten und Programmen auf dem Gebiet der Arbeitssicherheit und der Arbeitsgestaltung
5. die Ermittlung und Untersuchung der Ursachen von Arbeitsunfällen und arbeitsbedingten Erkrankungen sowie die Auswertung dieser Ermittlungen und Untersuchungen,
6. die Koordination der Tätigkeit mehrerer Sicherheitsfachkräfte
7. die Tätigkeit im Rahmen des Arbeitsschutzausschusses und des zentralen Arbeitsschutzausschusses,
8. die Überprüfung und Anpassung der nach den Arbeitnehmerschutzvorschriften erforderlichen Ermittlung und Beurteilung der Gefahren und der festgelegten Maßnahmen samt Anpassung der Sicherheits- und Gesundheitsschutzdokumente und
9. die Weiterbildung bis zum Höchstausmaß von 15 % der für sie festgelegten jährlichen Präventionszeit.

### Einsatzzeiten
In Arbeitsstätten mit bis zu 50 AN hat die Präventivbetreuung in Form von Begehungen zu erfolgen, die
- bei 1 bis 10 AN mindestens in 2-Jahresabständen und
- bei 11 bis 50 AN mindestens jährlich durchzuführen sind, wobei diese Begehungen nach Möglichkeit durch die SFK und AM gemeinsam erfolgen sollen.

In Arbeitsstätten mit über 50 AN sind SFK und AM mindestens im Ausmaß der im § 82a ASchG geregelten Präventionszeit zu beschäftigen.
Diese beträgt pro Kalenderjahr und AN für
- Büroarbeitsplätze 1,2 Stunden und für
- sonstige Arbeitsplätze 1,5 Stunden.

Für Nachtarbeit ist ein Zuschlag zu berücksichtigen.
Von der errechneten Einsatzzeit hat die Fachkraft für Arbeitssicherheit mindestens 40 % zu erfüllen. Der Arbeitsmediziner muss 35 % erfüllen, die verbleibenden 25 % müssen individuell auf alle Präventivfachkräfte aufgeteilt werden.

## Position im Unternehmen
Die Fachkraft für Arbeitssicherheit wird vom Unternehmer schriftlich bestellt (externe Fachkraft oder Mitarbeiter des Unternehmens). Die Fachkraft für Arbeitssicherheit ist dem Unternehmer direkt unterstellt und hat die Position einer Stabsstelle. Eine Weisungsbefugnis gegenüber den Mitarbeitern ergibt sich aus dieser Position nicht.
Die Fachkraft für Arbeitssicherheit ist bei Unternehmen mit mehr als 10 Mitarbeitern (Deutschland) und in Österreich ab 50 Mitarbeitern Pflicht. In Deutschland kann bei bis zu 50 Mitarbeitern auch das Unternehmermodell angewendet werden (Anlage 3 zu §2 Abs.4 DGUV V2).